# Vebjørn Sørum
Vebjørn Sørum (Gjøvik, 11 de agosto de 1998) es un deportista noruego que compite en biatlón. Ganó cinco medallas en el Campeonato Europeo de Biatlón, en los años 2023 y 2024.

## Palmarés internacional
| Campeonato Europeo | Campeonato Europeo   | Campeonato Europeo | Campeonato Europeo      |
| Año                | Lugar                | Medalla            | Prueba                  |
| ------------------ | -------------------- | ------------------ | ----------------------- |
| 2023               | Lenzerheide (Suiza)  | Medalla de oro     | Persecución             |
| 2023               | Lenzerheide (Suiza)  | Medalla de oro     | Relevo mixto            |
| 2023               | Lenzerheide (Suiza)  | Medalla de plata   | Velocidad               |
| 2024               | Osrblie (Eslovaquia) | Medalla de oro     | Individual              |
| 2024               | Osrblie (Eslovaquia) | Medalla de plata   | Relevo mixto individual |